# 尚雲祥
尚雲祥（1864年—1937年），山東省樂陵縣尚家村人，清末武術大家，李存義弟子，精於形意拳，為尚氏形意拳的創始者。
尚雲祥身材短小，個性爭強好勝，喜愛武術，常有人以「小糖瓜」譏諷他，但他自許「糖瓜雖小，卻要他崩牙」，而努力學習拳術。幼時隨父親至北京，經營馬鐙舖。初隨馬大成學習功力拳，後慕李存義大名，投李存義門下，學習形意拳。李存義起初嫌他「身矮力薄，難以成材」，經周明泰說情才勉強收下，但只授劈、崩二拳。但尚雲祥日夜苦練，得到李存義的讚賞，認為拳架得到他的真傳，於是將所學完全傳授給他。
因李存義與程廷華是好友，李存義也將尚雲祥介紹至程廷華門下，學習八卦掌。尚雲祥的八卦掌，以動中發勁、剛猛迅捷聞名，在這期間，他與馬貴、張策、王茂齋成為好友。因他身形矮胖、腿功過人，又有「鐵腳佛」、「鐵肐膊尚」的綽號。
庚子拳亂時，八國聯軍進入北京，李存義帶領弟子至山西避難，尚雲祥隨師西行。李存義帶領尚雲祥至其師叔伯處拜訪，習得山西派宋世榮、車毅齋的拳技，也曾兩次拜訪戴氏心意六合拳，進行交流。尚雲祥因此拳藝大進，形意拳門下少有匹敵，甚至得到師叔祖郭雲深的欣賞，親自傳技。在郭雲深的指導下，尚雲祥學成了日後最為人稱道的三項絕技：大桿子，半步崩拳，及丹田氣打。尚雲祥醉心武學，此後又在北京家中，獨自練習了十年，終於形成了他獨特的風格。
尚雲祥雖然師從李存義，但是拳技風格與郭雲深較為接近，獨成一家。精半步崩拳，當時人稱他能以「半步崩拳打天下」。在對日抗戰時，尚雲祥曾經應宋哲元的邀請，出任以大刀隊聞名的西北二十九軍武術教練，教授五行刀。

## 外部連結
- 尚派形意拳
- 中國武術 尚派形意拳 （页面存档备份，存于）